# Jednoliko gibanje po kružnici
Jednoliko gibanje po kružnici ili jednoliko kružno gibanje je takvo gibanje kod kojeg neko kruto tijelo, odnosno materijalna točka, giba jednoliko po kružnici. Okrene li se neki kotač uvijek istom brzinom, odnosno ako čini uvijek isti broj okretaja, kažemo da taj kotač vrši jednoliko kružno gibanje. Kod većeg tijela promatra se gibanje po kružnici njegovog centra masa. Svako jednoliko gibanje može se odrediti kao gibanje kod kojega točka (tijelo) u jednakim vremenskim intervalima (vremenskim razmacima) prelazi jednake puteve. To znači da su prosječni iznosi brzine u svim vremenskim intervalima jednaki, to jest da brzina ne mijenja iznos. Prilikom jednolike vrtnje (rotacije) krutog tijela oko nepomične osi, ne mijenja se njegova kutna brzina, a njegove se točke jednoliko kružno gibaju po kružnicama okomitima na tu os, kojima je središte na toj osi.

## Objašnjenje
Kod jednolikog kružnog gibanja razlikuju se dvije brzine:
- obodna brzina ili linearna brzina,
- kutna brzina.

Ako točka učini n okretaja u sekundi (oznaka okr/s ili 1/s ili s-1), a za vrijeme jednog okretaja svlada put 2∙r∙π, onda je put u jednoj sekundi 2∙r∙π∙n, a obodna brzina v (m/s) je:
{\displaystyle v=2\cdot r\cdot \pi \cdot n}
Budući da vrijedi 2∙r = d (metara), to je:
{\displaystyle v=d\cdot \pi \cdot n}
Računamo li broj okretaja u minuti = 60 sekundi, što je uobičajeno u praksi, onda vrijedi:
{\displaystyle v={\frac {r\cdot \pi \cdot n}{30}}\ }
odnosno:
{\displaystyle v={\frac {d\cdot \pi \cdot n}{60}}\ }
Obodna brzina je brojčano jednaka duljini luka što ga učini točka na obodu kružnice u jednoj sekundi. Ona u svakoj točki ima smjer tangente koji se stalno mijenja, ali joj veličina ostaje ista.
Tako na primjer, kod mnogih alatnih strojeva vrši se strojna obrada skidanjem strugotine i to baš kružnim gibanjem. Najvažniji alatni strojevi koji vrše kružno gibanje jesu: tokarilica, glodalica, bušilica, brusilica i kružna pila. 
Ako se točka vrti stalnom obodnom brzinom v po kružnici, radijvektor te točke opisuje u svakoj sekundi jednak kut. Kut što ga opiše radijvektor u jednoj sekundi naziva se kutna brzina. Kutna brzina mjeri se radijanima u sekundi. Jedan radijan je luk koji je jednak polumjeru, a oba pripadaju istoj kružnici. Budući da je opseg kružnice 2∙r∙π, čitav opseg, odnosno puni kut od 360˚, ima 2∙r∙π / r radijana, to jest 360˚ = 2∙π radijana. Iz toga slijedi:
{\displaystyle 1\,\mathrm {rad} ={\frac {360^{\circ }}{2\cdot \pi }}\approx 57{,}29577951^{\circ }=57^{\circ }17'45''}
ili:
{\displaystyle 1^{\circ }={\frac {2\cdot \pi }{360^{\circ }}}={\frac {\pi }{180^{\circ }}}}
U jednom okretaju točka učini put od 2∙π radijana, a za vrijeme jedne sekunde put od 2∙π∙n radijana. Budući da je brzina put u jednoj sekundi, to je kutna brzina ω (1 / s = radijana u sekundi = s-1):
{\displaystyle \omega =2\cdot \pi \cdot n}
Računamo li broj okretaja u 1 minuti = 60 sekundi, onda dobivamo izraz za kutnu brzinu:
{\displaystyle \omega ={{2\cdot n\cdot \pi } \over 60}={{n\cdot \pi } \over 30}}
Uvrstimo li u izraz za obodnu brzinu kutnu brzinu, dobit ćemo da je obodna brzina v (m/s):
{\displaystyle v=r\cdot \omega }
Ako je r = 1, onda je obodna brzina jednaka kutnoj brzini, to jest v = ω. Što je veći polumjer (radijus) vrtnje, veća je obodna brzina pri istoj kutnoj brzini (broj okretaja). 

## Opis gibanja
Dok se točka jednoliko giba po kružnici, promjena njezinog položaja može se opisati pomoću puta {\displaystyle \scriptstyle s} koji ona prijeđe, ili pomoću kuta {\displaystyle \scriptstyle \varphi } za koji se zakrene polumjer kružnice {\displaystyle \scriptstyle r} povučen do te točke (skica desno; na skici je pokumjer prikazan kao radij-vektor povučen iz središta). Taj put i kut su jedine veličine kojima se tijekom vremena mijenja iznos. Pomoću njih se iznos brzine {\displaystyle \scriptstyle v} (koja se još naziva i linearnom ili obodnom brzinom) i iznos kutne brzine {\displaystyle \scriptstyle \omega } mogu izračunati tako da se put, odnosno kut podijeli s vremenom:
{\displaystyle v={s \over t}}        odnosno        {\displaystyle \omega ={\varphi  \over t}}.
Ovakav način pisanja podrazumijeva da su put i kut prijeđeni od trenutka {\displaystyle \scriptstyle t=0} do trenutka {\displaystyle \scriptstyle t}. Iznosi brzina računaju se običnim dijeljenjem zato što se ne mijenjaju. (Kad se učenici u osnovnoj ili na početku srednje škole prvi put upoznaju s kružnim gibanjem, obično se simbol {\displaystyle \scriptstyle t} tretira kao vremenski interval, kako je opisano u članku o vremenu.)
Iz gornjih se jednadžbi jednostavnim množenjem s vremenom dobivaju formule za pređeni put i kut zakreta:
{\displaystyle s=v\,t}        odnosno        {\displaystyle \varphi =\omega \,t}.
Svejedno je da li se formule tumače kao put (kut) koji je prijeđen u "vremenskom intervalu {\displaystyle \scriptstyle t}", ili koji je prijeđen od trenutka {\displaystyle \scriptstyle t=0} do trenutka {\displaystyle \scriptstyle t}. No, ponekad se pomoću njih želi opisati trenutni položaj točke u odnosu na neki odabrani početni položaj, u kojemu točka nije bila u trenutku {\displaystyle \scriptstyle t=0} (npr. kod opisa veze s harmoničkim titranjem u donjem poglavlju). Tada treba dodati "početni put" {\displaystyle \scriptstyle s_{0}}, odnosno "početni kut" {\displaystyle \scriptstyle {\varphi }_{0}}, koji je točka prešla od toga početnog položaja do trenutka {\displaystyle \scriptstyle t=0}, pa formule imaju oblik:
{\displaystyle s=v\,t+s_{0}}        odnosno        {\displaystyle \varphi =\omega \,t+{\varphi }_{0}}.

## Jednoliko kružno gibanje je periodičko gibanje
Jednoliko kruženje je najjednostavnije periodičko gibanje. Periodičke pojave (pa tako i gibanja) su pojave kod kojih se sve točno ponavlja nakon određenog, uvijek jednakog, vremenskog intervala koji se naziva period, i obilježava velikim slovom {\displaystyle \scriptstyle T}. Preciznije (matematički), period je najmanji vremenski interval nakon kojega vremenska funkcija {\displaystyle \scriptstyle f(t)}, koja opisuje gibanje (ili pojavu), ponovo poprima iste vrijednosti, tj. {\displaystyle \scriptstyle f(t+T)=f(t)\,}.

### Period i frekvencija
Kod jednolikog kružnog gibanja, period je vremenski interval koji je potreban za jedan puni obilazak (ophod) kružnice, te se još naziva i ophodno vrijeme {\displaystyle \scriptstyle T}. Kao i kod svih periodičkih pojava, za opis gibanja koristi se i frekvencija ili učestalost {\displaystyle \scriptstyle f} (ponekad se koristi grčko slovo {\displaystyle \scriptstyle \nu }), koja se definira kao broj perioda u jedinici vremena i računa kao recipročna vrijednost perioda:
{\displaystyle f={\frac {1}{T}}\,}.
Za praktično određivanje (mjerenje) iznosa brzine kod jednolikog kružnog gibanja najprikladnije je koristiti ophodno vrijeme (period), jer u tome vremenskom intervalu točka (tijelo) prijeđe put jednak opsegu kružnice, {\displaystyle \scriptstyle s=2\pi r}, pa je dovoljno izmjeriti samo polumjer kružnice. Ako se u gornju jednadžbu za iznos brzine uvrsti taj put, a za vrijeme period {\displaystyle \scriptstyle T}, dobiva se:
{\displaystyle v={s \over t}={\frac {2\pi r}{T}}=2\pi f\,r\,}.

### Kutna brzina i kružna frekvencija
Iznos kutne brzine još se jednostavnije određuje pomoću perioda, jer za vrijeme jednog ophoda {\displaystyle \scriptstyle T} polumjer (radij-vektor) opiše puni kut {\displaystyle \scriptstyle \varphi =2\pi }. Tako jednadžba za kutnu brzinu postaje:
{\displaystyle \omega ={\varphi  \over t}={\frac {2\pi }{T}}=2\pi f\,}.
Podrazumijeva se da se kut mjeri u SI jedinicama, tj. u radijanima, u kojima je definiran kao omjer luka i polumjera, što kod kružnog gibanja znači {\displaystyle \scriptstyle \varphi =s/r}. Odatle se lako vide veze između linearnih i kutnih veličina
{\displaystyle s=\varphi \,r}        te        {\displaystyle v=\omega \,r}.
Prva veza dobiva se neposredno iz definicije kuta, a druga se može dobiti dijeljenjem prve s vremenom. Usto, ova druga veza vidi se i iz gornjih jednadžbi za brzinu i kutnu brzinu.
Simbol {\displaystyle \scriptstyle \omega } koristi se i kod opisa drugih periodičkih pojava, koje nisu jednoliko kruženje, ali su s njime "matematički" povezane (npr. kod opisa veze s harmoničkim titranjem u donjem poglavlju). U takvim slučajevima, koristi se umjesto "kutne brzine" naziv kružna frekvencija (ili kutna frekvencija), koja se definira po analogiji s prethodnom jednadžbom za kutnu brzinu:
{\displaystyle \omega ={\frac {2\pi }{T}}=2\pi f\,}.
Tu kut ne opisuje kruženje ili vrtnju nekog materijalnog objekta, pa se ne koristi termin "kutna brzina". Naziv kružna ili kutna frekvencija proizlazi iz matematičke veze s kružnim gibanjem i proporcionalnosti s frekvencijom.

## Centripetalno ubrzanje
Iako kod jednolikog kruženja brzina ne mijenja iznos, ona stalno mijenja smjer jer mora biti u smjeru tangente na kružnicu, tj. okomita na polumjer (radij-vektor) povučen iz središta kružnice do točke koja se giba. Svaku promjenu brzine, pa tako i promjenu njezinog smjera, opisuje veličina koje zove ubrzanje. Kod jednolikog kruženja, to ubrzanje mora biti okomito na smjer brzine, kako ne bi povećalo ili umanjilo njezin iznos. Za takvo se ubrzanje općenito koristi naziv normalno ubrzanje, a kod gibanja po kružnici naziv centripetalno ubrzanje (ili radijalno ubrzanje) jer ima smjer prema centru kružnice ("leži" na radijusu).
Budući da je kod jednolikog kružnog gibanja centripetalno ubrzanje ujedno i ukupno ubrzanje, njegov se iznos lako izvodi pomoću definicije ubrzanja (skica desno). Ipak, za korektan izvod potrebno je minimalno poznavanje vektorskog računa i derivacija. Polazi se od opće definicije ubrzanja
{\displaystyle {\vec {a}}={\frac {d{\vec {v}}}{dt}}=\lim _{\Delta t\to 0}{\frac {\Delta {\vec {v}}}{\Delta t}}\,\!},
a traži se samo iznos centripetalnog ubrzanja koji je ovdje jednak iznosu ukupnog ubrzanja, tj. {\displaystyle \scriptstyle |{\vec {a_{cp}}}|=|{\vec {a}}|}. Na lijevoj strani skice prikazano je zakretanje polumjera za kut {\displaystyle \scriptstyle \Delta \varphi } u vremenskom intervalu {\displaystyle \scriptstyle \Delta t}; za to vrijeme brzina kao vektor se promjeni iz {\displaystyle \scriptstyle {\vec {v}}_{1}} u {\displaystyle \scriptstyle {\vec {v}}_{2}}. Pritom se i brzina zakrene za isti kut {\displaystyle \scriptstyle \Delta \varphi } jer stalno ostaje okomita na polumjer, ali ne mijenja iznos (što na skici označava jednakost {\displaystyle \scriptstyle v_{1}=v_{2}=v}, gdje je iznos vektora označen istim slovom kao i vektor ali bez strelice).
Na desnoj strani skice prikazana je promjena brzine {\displaystyle \scriptstyle \Delta {\vec {v}}={\vec {v}}_{2}-{\vec {v}}_{1}}. Njezin iznos {\displaystyle \scriptstyle |\Delta {\vec {v}}|} je tetiva luka {\displaystyle \scriptstyle \Delta l}. Taj luk je, prema definiciji kuta u radijanima, jednak {\displaystyle \scriptstyle \Delta l=v\Delta \varphi } (jer je pripadni radijus jednak iznosu brzine). Odatle se dobiva:
{\displaystyle a_{cp}=|{\vec {a}}|=\lim _{\Delta t\to 0}{\frac {|\Delta {\vec {v}}|}{\Delta t}}=\lim _{\Delta t\to 0}{\frac {\Delta l}{\Delta t}}=\lim _{\Delta t\to 0}{\frac {v\Delta \varphi }{\Delta t}}=v\,\omega ={v^{2} \over r}\,\!}.
Da bi se to razumjelo, treba samo uočiti da je {\displaystyle \scriptstyle a_{cp}} pozitivan broj, dakle jednak iznosu {\displaystyle \scriptstyle |{\vec {a_{cp}}}|=|{\vec {a}}|}, te da u graničnom prijelazu, kada {\displaystyle \scriptstyle \Delta t} teži prema nuli, duljina tetive {\displaystyle \scriptstyle |\Delta {\vec {v}}|} postaje jednaka duljini luka {\displaystyle \scriptstyle \Delta l} a omjer {\displaystyle \scriptstyle {\Delta \varphi }/{\Delta t}} daje kutnu brzinu {\displaystyle \scriptstyle \omega }.

## Veza jednolikog kruženja i harmoničkog titranja
Jednoliko kružno gibanje može se prikazati u x,y ravnini sa središtem kružnice u ishodištu Kartezijevog koordinatnog sustava (skica desno). Položaj točke u trenutku {\displaystyle \scriptstyle t=0} zadan je kutom {\displaystyle \scriptstyle {\varphi }_{0}} u odnosu na os "x", pa se kut mijenja prema formuli {\displaystyle \scriptstyle \varphi =\omega \,t+{\varphi }_{0}}.
Koordinata {\displaystyle \scriptstyle x} točke je {\displaystyle \scriptstyle x=\cos \varphi }, koordinata {\displaystyle \scriptstyle y} je {\displaystyle \scriptstyle y=\sin \varphi }. Kad se uvrsti {\displaystyle \scriptstyle \varphi =\omega \,t+{\varphi }_{0}}, dobiju se jednadžbe jednolikog kružnog gibanja po prikazanoj kružnici u koordinatnom sustavu na skici:
{\displaystyle x=r\cos(\omega \,t+{\varphi }_{0})}
{\displaystyle y=r\sin(\omega \,t+{\varphi }_{0})}.
Svaka jednadžba zasebno opisuje harmoničko titranje (kaže se još i harmonijsko titranje). Dok se točka jednoliko giba po kružnici, njezina projekcija na promjer kružnice harmonički titra (na skici je prikazana projekcija točke na os "x"). U gornjim jednadžbama, {\displaystyle \scriptstyle r} je amplituda titranja, {\displaystyle \scriptstyle \omega } je kružna frekvencija, dok je {\displaystyle \scriptstyle {\varphi }_{0}} početna faza.